# 宮口村
宮口村（みやぐちむら）は、愛知県西加茂郡にあった村。現在の豊田市の一部にあたる。

## 地理
逢妻女川の上流域に位置していた。

## 歴史
- 江戸時代は宮口村と称していたが、1872年（明治5年）同郡内の同名村と区別するため西宮口村に改称[2]。
- 1889年（明治22年）10月1日、町村制の施行により、西加茂郡西宮口村が単独で村制施行し、宮口村が発足[1][2]。大字は編成せず[2]。
- 1906年（明治39年）7月1日、西加茂郡挙母町、梅坪村、根川村、逢妻村と合併し、挙母町が存続して廃止された[1][2]。合併後、挙母町宮口となる[2]。

### 地名の由来
名古屋街道から猿投神社に向かう参道の入口にあたるため。

## 産業
- 農業[2]